# Томаш Гук
Томаш Гук (словац. Tomáš Huk, нар. 22 грудня 1994, Кошиці, Словаччина) — словацький футболіст, центральний захисник польського клубу «П'яст».

## Ігрова кар'єра

### Клубна
Томаш Гук народився у місті Кошиці і грати у футбол починав у своєму рідному місті в клубі «Кошиці». В першій команді Гук дебютував у листопаді 2012 року. У сезоні 2013/14 у складі «Кошиці» Гук виграв національний кубок Словаччини. У лютому 2016 року Гук перейшов до клубу «ДАК 1904», з яким підписав контракт на три з половиною роки.
Влітку 2019 року футболіст перебрався до сусідньої Польщі, де приєднався до складу діючого на той момент чемпіона країни «П'яст».

### Збірна
Перший виклик до національної збірної Словаччини Томаш Гук отримав у січні 2017 року на контрольні матчі в ОАЕ. Захисник провів два поєдинки проти збірних Уганди та Швеції.

## Титули
Кошиці
 Переможець Кубка Словаччини: 2013/14